# Kojdan
Kojdan (ros. Койдан) – wieś w Rosji, w Karaczajo-Czerkiesji, w rejonie ust-dżegutińskim. W 2010 liczyła 944 mieszkańców.